# Platynectes submaculatus
Platynectes submaculatus är en skalbaggsart som först beskrevs av François Louis Nompar de Caumont de Laporte 1835.  Platynectes submaculatus ingår i släktet Platynectes och familjen dykare. Inga underarter finns listade i Catalogue of Life.